# Chaetocarpus pubescens
Chaetocarpus pubescens là một loài thực vật có hoa trong họ Peraceae. Loài này được (Thwaites) Hook.f. mô tả khoa học đầu tiên năm 1887.